# Sminthurus anomalus
Sminthurus anomalus är en urinsektsart som beskrevs av Jean-Marie Betsch 1965. Sminthurus anomalus ingår i släktet Sminthurus och familjen Sminthuridae. Inga underarter finns listade i Catalogue of Life.